# Chiesa di San Giovanni Evangelista (Gavirate)
La chiesa prepositurale di San Giovanni Evangelista è la parrocchiale di Gavirate, in provincia di Varese e arcidiocesi di Milano; fa parte del decanato di Besozzo.

## Storia
Nella Notitia Cleri del 1398 si apprende che la primitiva cappella di Gavirate dipendeva dalla pieve dei Santi Pietro e Paolo di Brebbia; la parrocchia fu eretta nella seconda metà del Quattrocento.
Dalla relazione della visita pastorale del 1574 dell'arcivescovo di Milano Carlo Borromeo si apprende che i fedeli erano 481 e che la parrocchia era inserita nella pieve foraniale di Besozzo.
La chiesa venne ricostruita nel XVIII secolo, come testimoniato nel 1748 dall'arcivescovo Giuseppe Pozzobonelli, che, compiendo la sua visita pastorale, trovò che era sede della confraternita del Santissimo Sacramento e che aveva come filiali gli oratori della Santissima Trinità e di Santa Marta; in quell'anno i fedeli ammontavano a 825, mentre nel 1780 risultavano saliti a 1097.
L'edificio fu ampliato tra il 1869 e il 1892; in quell'occasione si provvide a terminare la facciata.
Nel 1898 l'arcivescovo Andrea Carlo Ferrari, giunto in paese durante la sua visita, annotò che la parrocchiale, avente alle proprie dipendenze gli oratori della Santissima Trinità, di San Carlo e di Santa Marta, era sede della confraternita del Santissimo Sacramento, della pia unione delle Figlie di Maria e e della compagnia di San Luigi Gonzaga, del Sacro Cuore e dei Terziari Francescani; la chiesa gaviratese divenne nel 1907 sede di un vicariato foraneo in cui confluirono anche le parrocchie di Bardello, Carnisio, Cocquio e Oltrona al Lago.
Il campanile fu rialzato nel 1931; nel 1971, con la nuova suddivisione territoriale dell'arcidiocesi voluta dal cardinale Giovanni Colombo, il vicariato gaviratese venne soppresso e la chiesa entrò a far parte del decanato di Besozzo.

## Descrizione

### Esterno
La facciata a salienti della chiesa, rivolta a ponente e preceduta dall'ampio portico, abbellito da colonne e pilastri corinzi, che sorreggono un grande arco a tutto sesto, e coronato dal frontone triangolare, è scandita da lesene e presenta al centro il portale maggiore, sormontato dal timpano triangolare e da una grande lunetta, e ai lati gli ingressi secondari.
Annesso alla parrocchiale è il campanile a base quadrata, abbellito da paraste angolari; la cella presenta una monofora.

### Interno
L'interno dell'edificio è suddiviso in tre navate da pilastri, abbelliti da lesene e sorgenti archi a tutto sesto, sopra i quali corre la trabeazione modanata, su cui s'impostano le volte; al termine dell'aula si sviluppa il presbiterio, a sua volta chiuso dall'abside di forma semicircolare.